# Élections législatives luxembourgeoises de 1915
Les élections législatives de 1915 se sont déroulées de manière anticipée au scrutin indirect le 23 décembre 1915 afin de désigner les cinquante-deux membres de la Chambre des députés.
Bien que le Parti de la droite (RP) augmente sa représentation au parlement de 20 à 25 sièges, il lui manque encore une majorité. Le gouvernement dirigé par Hubert Loutsch est contraint de démissionner le 11 janvier 1916 à la suite d'un vote de confiance. L'interférence de la grande-duchesse Marie-Adélaïde dans la politique intérieure est vivement critiquée par les partis d'opposition et c'est en partie ce qu'il la pousse à abdiquer en janvier 1919, en faveur de sa sœur, Charlotte.

## Contexte
Du début août 1914 à novembre 1918, le Luxembourg est totalement occupé par l'Empire allemand. Pendant cette période, le Luxembourg est autorisé à maintenir son propre gouvernement et son système politique, mais toutes les mesures prises sont assombries par la présence militaire allemande. En dépit du caractère dominateur de l'occupation, les Luxembourgeois tentent de mener une vie aussi normale que possible. Les partis politiques essayent de se focaliser sur l'économie, l'éducation et la réforme constitutionnelle.
Le 3 mars 1915, Ernest Leclère devient directeur général de l'Intérieur pour le Parti social-démocrate au sein du gouvernement Eyschen. C'est le premier social-démocrate à faire son entrée au gouvernement.
Le 11 octobre 1915, Paul Eyschen, ministre d'État et président du gouvernement depuis près de vingt-sept ans meurt en fonction. Le président du Conseil faisant-fonction Mathias Mongenast le remplace brièvement avant de présenter sa démission. Il y a une mésentente avec la grande-duchesse Marie-Adélaïde à propos de la nomination d'un candidat au poste vacant de Directeur de l'École normale. La grande-duchesse refuse alors de nommer Édouard Oster (lb) — à qui le camp catholique reprochait de ne pas être un catholique pratiquant —, professeur et historien, à la tête de l'école de formation des instituteurs. Après avoir constaté qu'il n'y avait pas moyen de placer un ecclésiastique à la tête de l'établissement, elle voulait nommer Willy Goergen (lb). Cet élément déclencheur relance la guerre scolaire de 1912 et, aussi, porte atteinte à la Constitution qui interdit toute discrimination pour motif religieux dans l'accès aux fonctions publiques. De manière plus large, la question du rôle actif (« régime personnel ») ou effacé (« au-dessus des partis ») du chef de l'Etat est posée.
La grande-duchesse Marie-Adélaïde nomme alors un gouvernement minoritaire de droite avec Hubert Loutsch à sa tête. Néanmoins, la situation politique et économique est de plus en plus tendue et exige des mesures radicales et impopulaires, le ministère Loutsch ne peut pas s'appuyer sur une majorité à la Chambre des députés. Pour sortir de l'impasse, Marie-Adélaïde décide la dissolution de la Chambre, une première depuis 1854 et l'organisation de nouvelles élections le 23 décembre 1915. Cette intervention, que la Constitution luxembourgeoise prévoit, mais que l'effacement ordinaire de la monarchie interdit, provoque un tollé général sur les bancs de la gauche. Socialistes et libéraux ne pardonneront pas à Marie-Adélaïde la dissolution du parlement, qu'ils ressentent comme un « coup d'État ». Les élections du 23 décembre, qui ont lieu, renforcent la position de la droite sans pour autant lui donner la majorité à la Chambre (25 députés de la droite, contre 27 de la gauche). Le 11 janvier 1916, un vote négatif sur la question de confiance contraint le gouvernement Loutsch à présenter sa démission.

## Organisation

### Mode de scrutin
| Sigle                               | Circonscriptions    | Population | Députés | Carte                                     |  |
| ----------------------------------- | ------------------- | ---------- | ------- | ----------------------------------------- |  |
| CA                                  | Capellen            | 16 618     | 3       | \| CA CL DI EC ES GR LU ME RD RE VD WI \| |  |
| CL                                  | Clervaux            | 15 461     | 3       | \| CA CL DI EC ES GR LU ME RD RE VD WI \| |  |
| DI                                  | Diekirch            | 18 521     | 4       | \| CA CL DI EC ES GR LU ME RD RE VD WI \| |  |
| EC                                  | Echternach          | 13 037     | 3       | \| CA CL DI EC ES GR LU ME RD RE VD WI \| |  |
| ES                                  | Esch-sur-Alzette    | 66 476     | 13      | \| CA CL DI EC ES GR LU ME RD RE VD WI \| |  |
| GR                                  | Grevenmacher        | 16 642     | 3       | \| CA CL DI EC ES GR LU ME RD RE VD WI \| |  |
| LU                                  | Luxembourg-Ville    | 19 192     | 4       | \| CA CL DI EC ES GR LU ME RD RE VD WI \| |  |
| LU                                  | Luxembourg-Campagne | 38 080     | 8       | \| CA CL DI EC ES GR LU ME RD RE VD WI \| |  |
| ME                                  | Mersch              | 12 896     | 2       | \| CA CL DI EC ES GR LU ME RD RE VD WI \| |  |
| RD                                  | Redange             | 14 896     | 3       | \| CA CL DI EC ES GR LU ME RD RE VD WI \| |  |
| RE                                  | Remich              | 12 296     | 2       | \| CA CL DI EC ES GR LU ME RD RE VD WI \| |  |
| VD                                  | Vianden             | 2 989      | 1       | \| CA CL DI EC ES GR LU ME RD RE VD WI \| |  |
| WI                                  | Wiltz               | 14 736     | 3       | \| CA CL DI EC ES GR LU ME RD RE VD WI \| |  |
|                                     |                     |            |         |                                           |  |
| Total                               | Total               | 261 540    | 52      |                                           |  |
| CA CL DI EC ES GR LU ME RD RE VD WI |                     |            |         |                                           |  |

Le Luxembourg est doté d'un parlement monocaméral, la Chambre des députés dont les 52 membres sont élus indirectement au scrutin majoritaire plurinominal. Au premier tour, si un candidat recueille la majorité absolue (plus de 50 % des suffrages exprimés), il est élu. Sinon, on organise un second tour, un scrutin de ballottage, généralement une ou plusieurs semaines plus tard, avec souvent un nombre plus réduit de candidats. Au deuxième tour, le candidat qui recueille le plus de voix (majorité relative), parmi les suffrages exprimés, est élu. Les bulletins nuls ne sont pas décomptés dans le nombre total de suffrages.
La loi du 13 juillet 1913 portant révision de la loi électorale est la base juridique en matière d'élections législatives et communales. Pour être électeur, il faut être Luxembourgeois, être âgé de vingt-cinq ans, jouir des droits civils et politiques, résidé au Grand-Duché et payer le cens minimum de 10 francs prévu par l'article 52 de la Constitution. Chaque année, une liste des citoyens appelés à participer à l'élection des membres de la Chambre des députés est révisée et publiée. En cas de dissolution de la Chambre, de nouvelles élections ont lieu dans les trois mois au plus tard.
Les députés sont élus dans les cantons. Le canton judiciaire de Luxembourg forme deux cantons électoraux, l'un comprenant les communes rurales, l'autre la ville de Luxembourg. la loi électorale fixe le nombre de députés à un sur 5 000 habitants. Le recensement de la population, qui a lieu au moins tous les six ans, sert de base à la répartition des sièges entre les cantons. L'application du résultat du recensement pour la fixation du nombre des députés à élire par chaque canton est faite par disposition ministérielle. Les députés sont élus pour six ans et sont renouvelés par moitié tous les trois ans, d'après l'ordre de séries déterminé par la loi. L'une des séries comprend les députés des cantons d'Echternach, Esch-s.-Alz., Luxembourg-Campagne, Mersch, Remich, et Wiltz et l'autre série comprend les députés des cantons de Capellen, Clervaux, Diekirch, Grevenmacher, Luxembourg-ville, Redange et Vianden.
Le mandat de député est incompatible avec la qualité de fonctionnaire et d'employé salariés par l'État, avec les fonctions de conseiller d'Etat, d'instituteur et avec la charge de ministre d'un culte rémunéré par l'État. L'acceptation de ce mandat entraîne la démission des fonctions mentionnées. Le député élu dans plusieurs circonscriptions électorales doit déclarer sa préférence à la Chambre. Le député élu en cas de décès, démission ou autrement, achève le terme de celui qu'il remplace. Toutefois, si cela se produit dans les trois mois qui précèdent le renouvellement de la série à laquelle appartient ce siège, le collège électoral se réunit pour les prochaines législatives seulement.

### Calendrier
Les élections législatives ont lieu le 23 décembre 1915. Puisque l'ensemble des députés sont élus à la majorité absolue au premier tour, il n'y a pas lieu de procéder à un scrutin de ballottage comme cela était prévu le 30 décembre suivant.

## Forces en présence
Le quotidien d'expression allemande Luxemburger Wort publie une liste des candidats des deux « blocs » qui s'opposent à la page trois de son numéro du 18 décembre.
| Parti politique | Parti politique                                       | Parti politique                     | Positionnement et idéologie              | Chef de file         | Sièges en 1914 |
| --------------- | ----------------------------------------------------- | ----------------------------------- | ---------------------------------------- | -------------------- | -------------- |
|                 |                                                       | Ligue libérale (lb) Liberal Liga    | Centre Libéralisme et social-libéralisme | Robert Brasseur (lb) | 32 / 52        |
|                 | Parti social-démocrate (lb) Sozialdemokratesch Partei | Gauche Socialisme démocratique      | Jean Schortgen (lb)                      |                      | 32 / 52        |
|                 | Parti de la droite (lb) Rietspartei                   | Parti de la droite (lb) Rietspartei | Droite Démocratie chrétienne             | Mathias Huss (lb)    | 20 / 52        |

## Résultats

### Résultats nationaux
| Partis | Partis                       | Partis                   | Sièges | +/-           |
| ------ | ---------------------------- | ------------------------ | ------ | ------------- |
|        | Bloc des gauches (Block)     | Bloc des gauches (Block) | 27     | 5             |
|        | Ligue libérale (LL)          | 21                       | ─      |               |
|        | Parti social-démocrate (SdP) | 6                        | ─      |               |
|        | Parti de la droite (RP)      | Parti de la droite (RP)  | 25     | 5             |
| Total  | Total                        | Total                    | 52     | en stagnation |

Selon le Dictionnaire biographique des députés socialistes à la Chambre des Députés, six députés socialistes sont élus à la Chambre des députés lors de ces élections législatives. Ce sont Luc Housse, Émile Mark, Léon Metzler, Jean Schortgen, Joseph Thorn et Michel Welter.

### Composition de la Chambre des députés
| Circonscription     | Sièges | Parti                           | Parti | Députés                |
| ------------------- | ------ | ------------------------------- | ----- | ---------------------- |
| Capellen            | 3      |                                 | Block | Edouard Hemmer (lb)    |
| Capellen            | 3      |                                 | RP    | Pierre Dupong          |
| Capellen            | 3      | Nicolas Wirtgen (lb)            | RP    |                        |
| Clervaux            | 3      |                                 | RP    | Pierre Prüm            |
| Clervaux            | 3      | Jean Theissen                   | RP    |                        |
| Clervaux            | 3      | Jean-Pierre Jérôme Thinnes (lb) | RP    |                        |
| Diekirch            | 4      |                                 | RP    | Jean Gérard (lb)       |
| Diekirch            | 4      | Antoine Hansen (lb)             | RP    |                        |
| Diekirch            | 4      | Mathias Jungers (lb)            | RP    |                        |
| Diekirch            | 4      | Jean-Pierre Schmit (lb)         | RP    |                        |
| Echternach          | 3      |                                 | RP    | Mathias Huss (lb)      |
| Echternach          | 3      | François Kries                  | RP    |                        |
| Echternach          | 3      | Lamoral de Villers              | RP    |                        |
| Esch-sur-Alzette    | 13     |                                 | Block | Albert Clemang         |
| Esch-sur-Alzette    | 13     | Auguste Flesch                  | Block |                        |
| Esch-sur-Alzette    | 13     | Charles Hoffmann                | Block |                        |
| Esch-sur-Alzette    | 13     | Aloyse Kayser (lb)              | Block |                        |
| Esch-sur-Alzette    | 13     | Charles Krombach                | Block |                        |
| Esch-sur-Alzette    | 13     | Émile Mark                      | Block |                        |
| Esch-sur-Alzette    | 13     | Léon Metz (lb)                  | Block |                        |
| Esch-sur-Alzette    | 13     | Léon Metzler (lb)               | Block |                        |
| Esch-sur-Alzette    | 13     | Jean-Pierre Michels (lb)        | Block |                        |
| Esch-sur-Alzette    | 13     | Edmond Müller                   | Block |                        |
| Esch-sur-Alzette    | 13     | Jean Schortgen (lb)             | Block |                        |
| Esch-sur-Alzette    | 13     | Joseph Thorn                    | Block |                        |
| Esch-sur-Alzette    | 13     | Michel Welter                   | Block |                        |
| Grevenmacher        | 3      |                                 | RP    | François Altwies (lb)  |
| Grevenmacher        | 3      | Joseph Bech                     | RP    |                        |
| Grevenmacher        | 3      | Albert Dühr                     | RP    |                        |
| Luxembourg-Ville    | 4      |                                 | Block | Robert Brasseur (lb)   |
| Luxembourg-Ville    | 4      | Luc Housse                      | Block |                        |
| Luxembourg-Ville    | 4      | Léandre Lacroix                 | Block |                        |
| Luxembourg-Ville    | 4      | Alphonse Munchen                | Block |                        |
| Luxembourg-Campagne | 8      |                                 | Block | Emile Bastian (lb)     |
| Luxembourg-Campagne | 8      | Norbert Le Gallais (lb)         | Block |                        |
| Luxembourg-Campagne | 8      | Jacques Gallé (lb)              | Block |                        |
| Luxembourg-Campagne | 8      | Paul Koch                       | Block |                        |
| Luxembourg-Campagne | 8      | Léon Laval (lb)                 | Block |                        |
| Luxembourg-Campagne | 8      | Joseph Palgen                   | Block |                        |
| Luxembourg-Campagne | 8      | Maurice Pescatore               | Block |                        |
| Luxembourg-Campagne | 8      | Adolphe Schmit                  | Block |                        |
| Mersch              | 2      |                                 | RP    | Jean-Pierre Ecker (lb) |
| Mersch              | 2      | Alphonse Eichhorn (lb)          | RP    |                        |
| Redange             | 3      |                                 | RP    | Eugène Hoffmann        |
| Redange             | 3      | Nicolas Klein (lb)              | RP    |                        |
| Redange             | 3      | Pierre Schiltz (lb)             | RP    |                        |
| Remich              | 2      |                                 | RP    | Joseph Faber           |
| Remich              | 2      | Théodore Flammang               | RP    |                        |
| Vianden             | 1      |                                 | RP    | Théodore Klees         |
| Wiltz               | 3      |                                 | Block | Charles Mathieu (lb)   |
| Wiltz               | 3      |                                 | RP    | Nicolas Meyers (lb)    |
| Wiltz               | 3      | Michel Weynandy                 | RP    |                        |